# 金风
金风（1917年—2004年9月25日），男，山东昌乐人，中华人民共和国政治人物，曾任贵州省政协副主席，中共贵州省顾问委员会副主任。

## 家庭
妻子白林。